# Allau

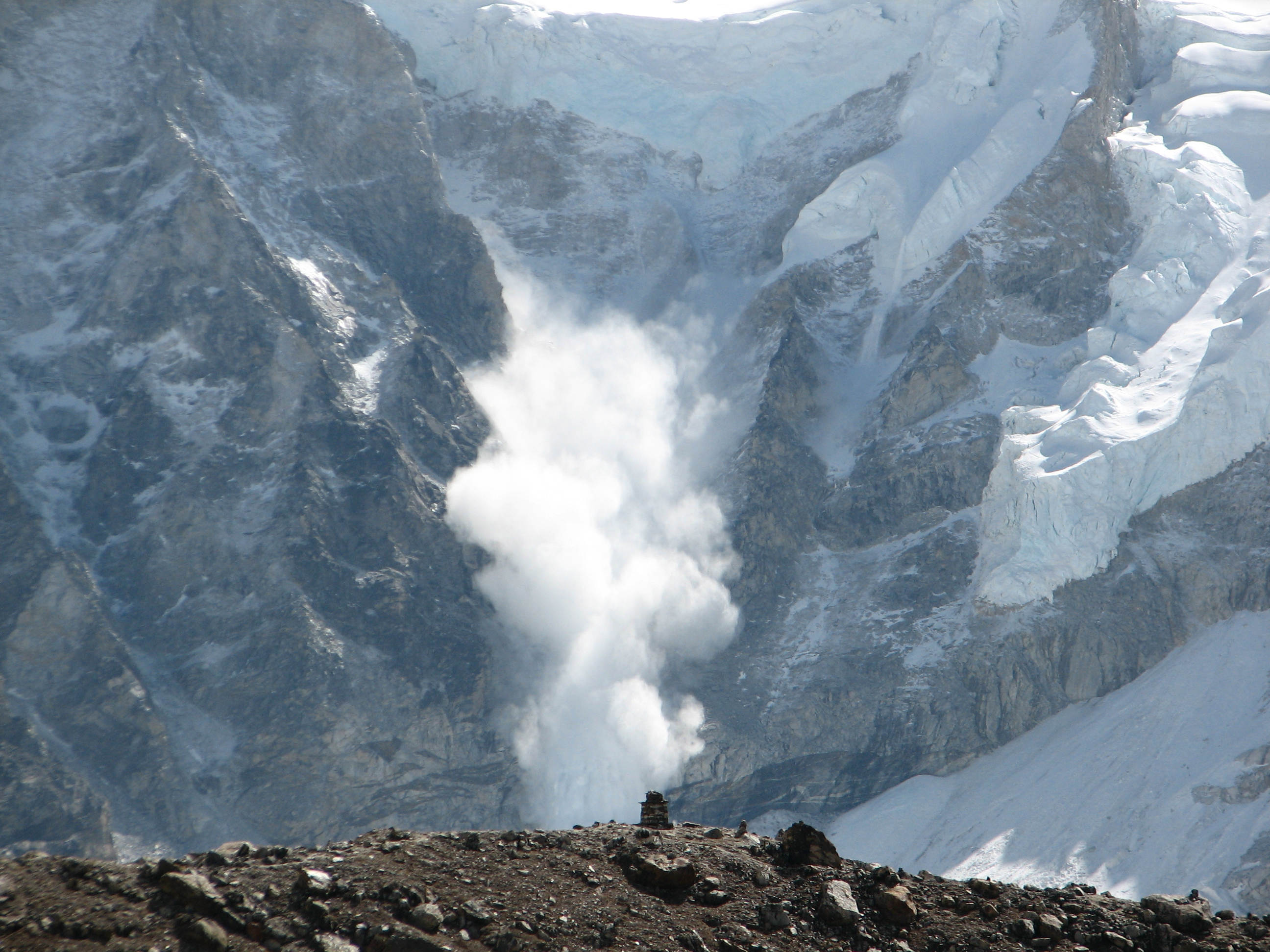
Allau a l'Everest el maig del 2006.

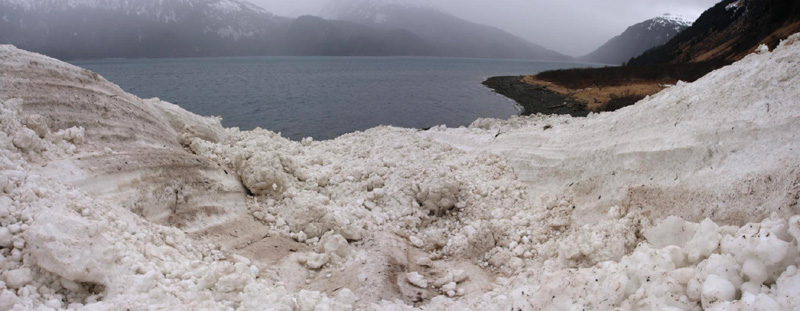
El resultat d'una allau al Parc Nacional de Kenai Fjords (Alaska).

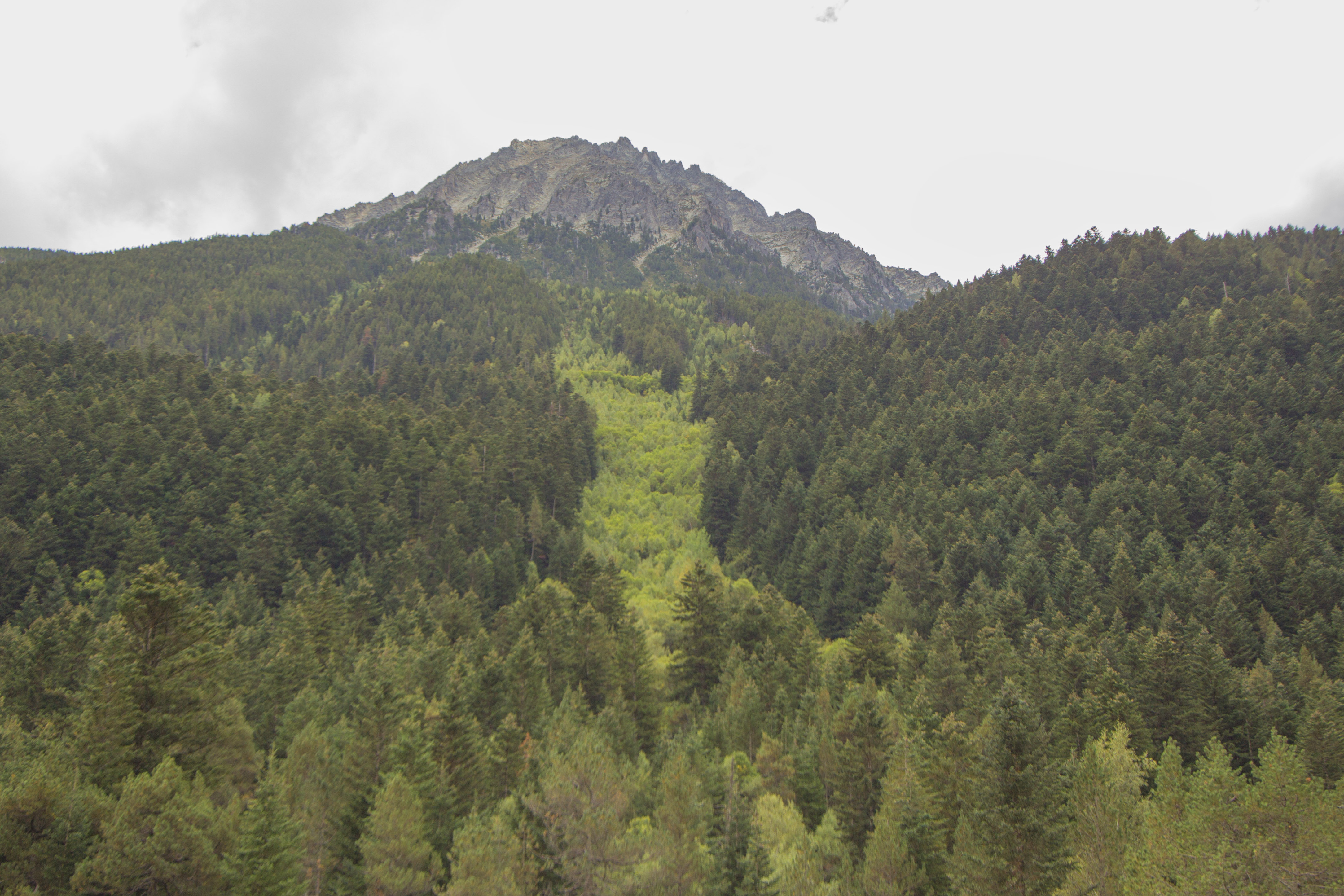
Camí produït per la caiguda d'una allau al vessant nord del Pui de Linya (Pallars Sobirà).

Una allau, llau o llavei (a l'Alt Pallars i Ribagorça) és una massa de neu que cau i es precipita avall pel vessant d'una muntanya. Metafòricament, la paraula també s'usa per a descriure una acumulació de fets en un moment determinat.
Les allaus de neu són de dimensions variables. N'hi ha de grans dimensions, que arriben fins al fons de les valls després de recórrer centenars de metres, o quilòmetres, i d'altres de petites dimensions, que poden avançar algunes desenes de metres. Fins i tot una d'aquestes allaus petites té la capacitat de causar-li la mort a una persona.

## Tipus

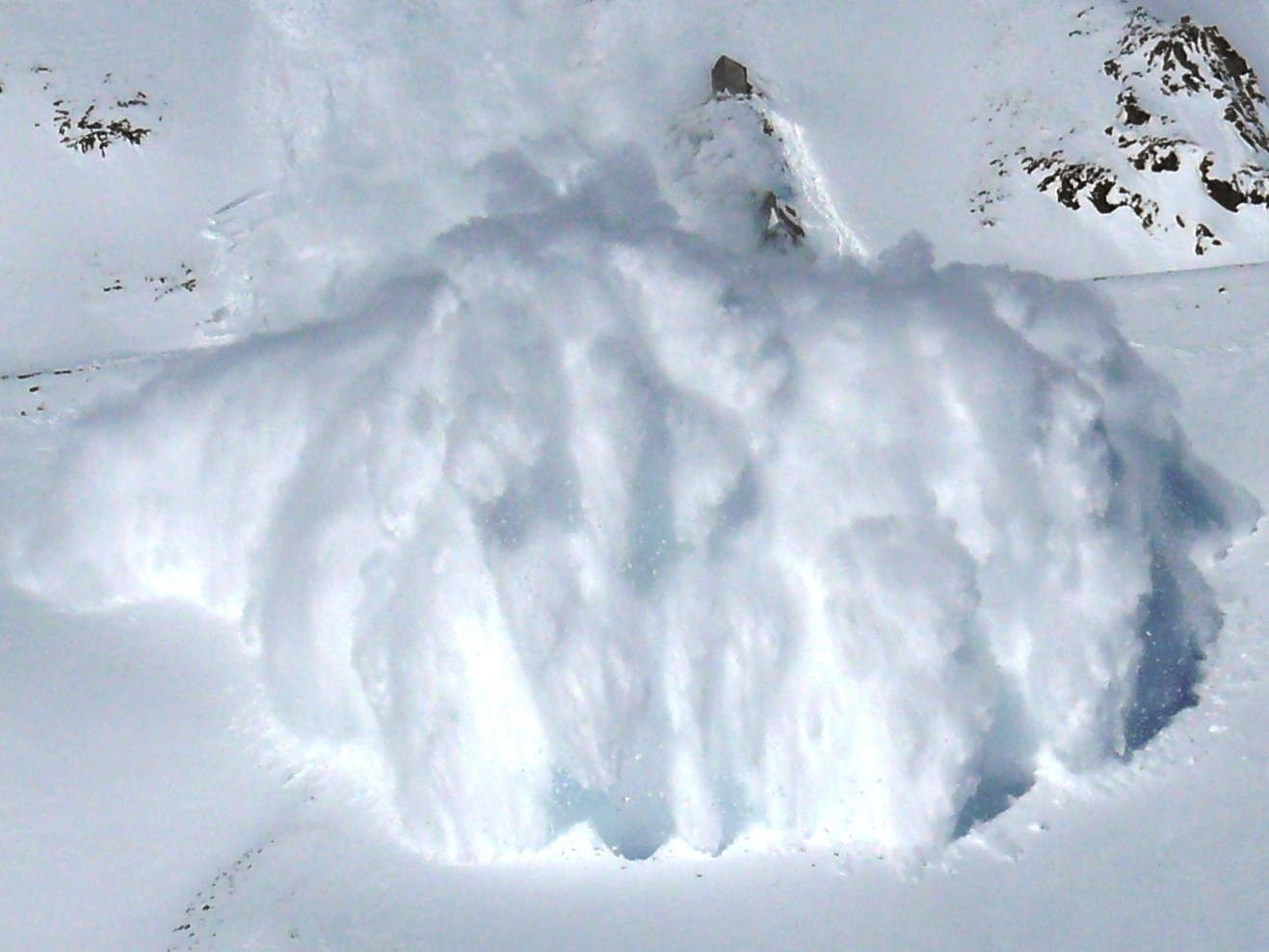
Inici d'una allau de neu pols

Es distingeixen tres tipus d'allaus:
- Allau aerosol. Generalment, neix d'un punt i arrossega cada vegada més neu. Aquesta allau s'inicia quan el pes de la neu sucumbeix a la força de gravetat.[4] Això succeeix sobretot durant o després de fortes nevades (a partir de 25 centímetres de gruix) i amb temperatures baixes (menors de -5 °C),[4] sobretot quan s'acumula sobre una base (mantell) llisa (a causa de la pluja, la gelada o la fusió de la neu). Aquesta neu, seca i lleugera,[4] es barreja amb l'aire i forma un aerosol que baixa el pendent a una velocitat de 100 a 300 km/h. Podria produir-se en qualsevol època de l'any.[5]
- Allau de neu humida. Aquest tipus d'allau es produeix als pendents ben exposades al sol (quan la neu es fon) quan pugen les temperatures durant, principalment, la primavera.[4] Llisquen lentament (20 a 60 km/h).[4] Els factors que l'activen són l'aire o el vent calent, el sol i el sobrepès. Normalment, es produeixen en vessants orientats cap al sud i arribar a deixar el sòl al descobert a causa del seu poder erosiu.[4]
- Allau de placa. Aquest tipus d'allau és el més freqüent. Una placa és una superfície de neu compacta que es desprèn de la resta del mantell de neu i que llisca sobre el sòl o sobre la neu existent. Se solen originar a vessants oberts pel pas d'un esquiador.[4] Aquestes plaques poden ser immenses i deixen un límit de fractura ben visible.

Totes les allaus poden tenir greus conseqüències, però les allaus de placa tenen dos factors que les fan molt perilloses. Primer: les provoca un esquiador. I, en segon lloc, són les més freqüents als Pirineus.

## Mecanisme de formació
Les allaus de neu es produeixen quan es perd sustentació. Aquesta pèrdua de sustentació i l'allau conseqüent pot ser espontània o provocada per l'home.

### Allaus espontànies

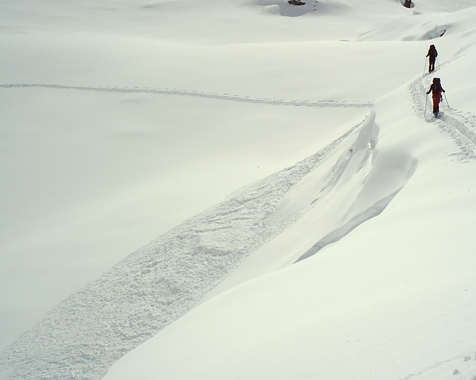
Dos esquiadors dubten, quan un petit però ràpid allau de neu pols barra la traça.

Es produeixen per una sobreacumulació de neu o per un canvi en les condicions de la massa de neu.
Les sobre acumulacions es produeixen en temps de nevades importants i són normalment de neu pols nova. En aquesta categoria entrarien les contínues purgues que es produeixen als llocs amb més pendent de les muntanyes, a les crestes i a les canals més dretes, on la neu no troba a penes sustentació i que, per tant, es buiden molt sovint.
Les allaus espontànies poden ser causades també per una alteració de les condicions que mantenien estable la massa de neu.
Els augments de temperatura i la pluja són les alteracions més freqüents i afecten la neu de qualsevol qualitat: la neu pols perquè augmenta de pes relatiu en superfície fins al punt que les capes inferiors no la poden suportar. Les grans plaques de neu ventada perquè es trenquen en una línia donada, a partir de la qual la placa llisca avall. La neu primavera o humida perquè augmenta la seva fluïdesa i llisca sobre altres capes de neu endurida, sense transformar, i fins i tot sobre el mateix sòl, anomenant-se llavors «allau de fons».
D'entre les allaus espontànies, les més perilloses són les de neu pols: es desencadenen en un punt prou alt de la muntanya i així que baixen incrementen el seu volum i la velocitat de baixada pot arribar als 200 km/h. La combinació de massa i velocitat fan que siguin enormement destructius, grans arbres i boscos sencers són desarrelats i asclats per l'empenta de la neu, roques de qualsevol mida són arrancades del seu llit i empeses avall. És freqüent que quan una allau de neu pols arriba al fons d'una vall no gaire ampla, colgui els rius i torrents i arribi a remuntar (per inèrcia) el vessant oposat. És molt poc probable que persones o animals abastats per una allau de neu pols puguin sobreviure. Ara bé, com aquestes allaus es produeixen regularment als mateixos llocs, sovint evidents, és evitable romandre a la zona que poden afectar.
Aquesta regla té, però, excepcions. Així, el gener de 1996 als Pirineus es van produir nombroses allaus de neu pols de grans dimensions que van arrasar zones infreqüents. També als Alps, on a més van causar serioses pèrdues de vides i instal·lacions.
Les allaus espontànies de placa i els de neu humida són molt menys perillosos, ja que el seu abast és molt menor, així com el seu volum i velocitat.

### Allaus provocades

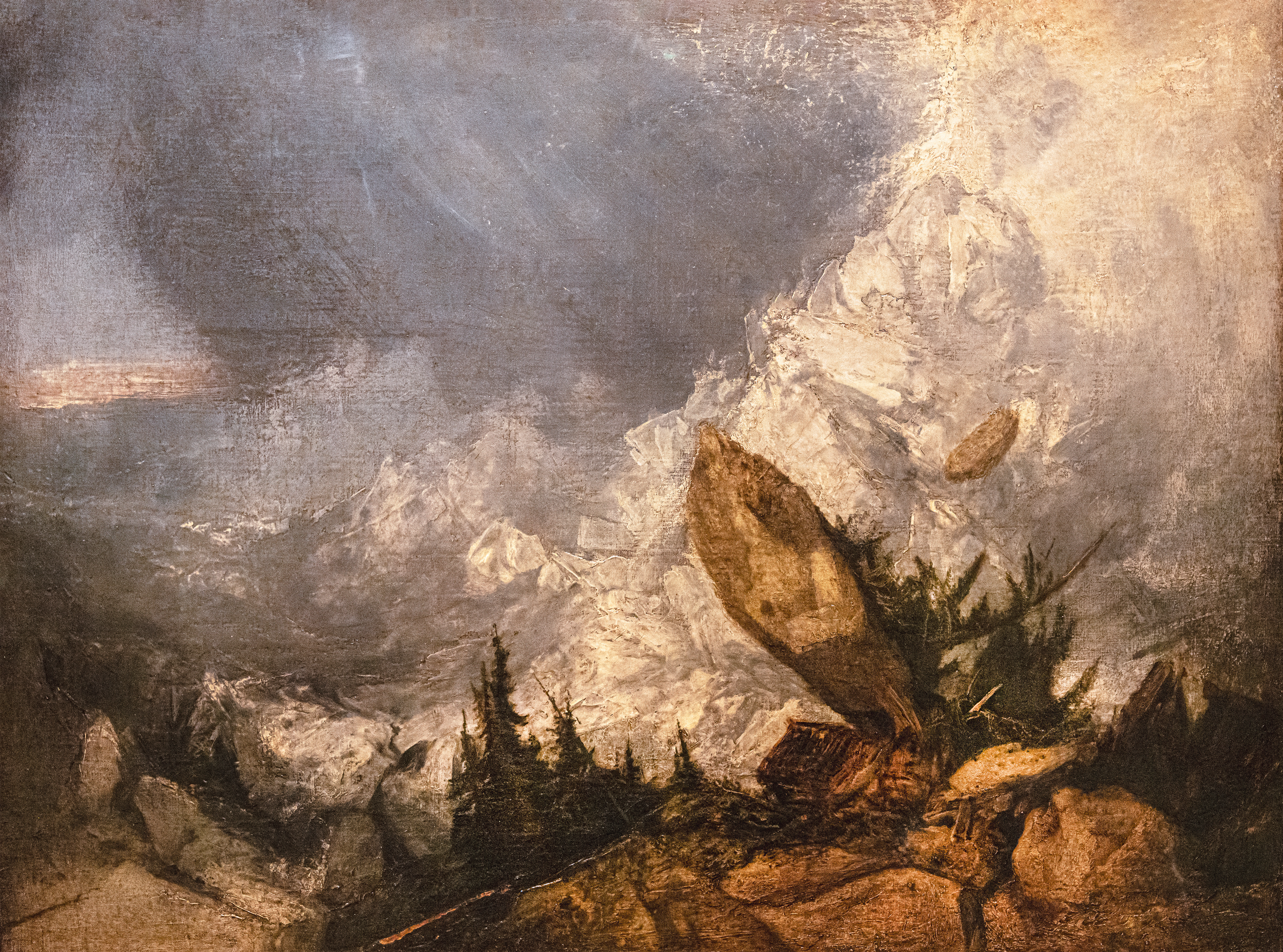
La caiguda d'una allau als Grisons (1810)

Normalment —en el cas d'allaus provocades en neu pols— la crisi es produeix per sobrecàrrega, quan una o diverses persones o animals trepitgen una superfície nevada amb prou pendent. El seu pes fa que se superi l'equilibri anterior a la sobrecàrrega i la massa de neu es desploma, primer per sota el lloc de pas, però immediatament també per sobre, ja que perd la seva sustentació inferior. Els éssers que han provocat l'allau són inevitablement arrossegats i la seva supervivència improbable.
A més del gruix de neu i del grau del pendent hi ha altres factors a avaluar en travessar pendents exposats: el més important és l'existència de diverses capes de neu, que poden restar poc cohesionades entre si, a causa de densitats diferents i també a temperatures diferents, donant lloc en aquest darrer cas al qual s'anomena «fractura tèrmica».
Existeixen sobrecàrregues provocades naturals però infreqüents: la caiguda d'ampits de neu és la més clàssica.
El mateix pas de persones, quasi sempre amb esquís i costa amunt, pot tallar la superfície de les plaques de neu formades pel vent. Si el pendent és suficient, la placa lliscarà avall com en el cas de la ruptura espontània. Naturalment, en aquest cas sí que són perilloses les allaus de placa, ja que arrossegaran a l'esquiador que el provoca i als que estiguin al seu voltant. Són el cas d'allaus provocades més freqüents. A condició d'un rescat més ràpid que el temps d'asfíxia o d'hipotèrmia és possible la supervivència.
Les allaus provocades en neu primavera, humida i pesant, que són freqüentment causats pels esquiadors en descens, són els menys perillosos: la seva velocitat és molt lenta i el seu abast també, el que fa possible i senzill evitar la seva trajectòria.

## Zones

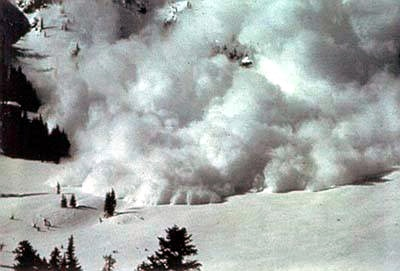
Allau

Identificar les zones d'allaus permet realitzar cartografies de les àrees afectades que es poden utilitzar en l'ordenament territorial. En són tres:
- Zona de sortida: és on la neu es posa en moviment i es comença a accelerar al llarg del pendent (d'uns 30º–40º o més), on va guanyant massa constantment.
- Zona de trajecte: és la zona on l'allau manté una velocitat més o menys constant. El pendent mitjà és d'entre uns 20º i 30º.
- Zona d'arribada: és on l'allau s'atura. El pendent acostuma a ser inferior als 20 graus.

## Escales de perill
En les activitats hivernals de muntanya les allaus no es poden evitar si no és amb un correcte coneixement del medi i una avaluació contínua del terreny, són un dels perills objectius en la pràctica de l'alpinisme i singular de l'esquí de muntanya.
A tot arreu on es practiquen aquests dos esports es publiquen (amb dades obtingudes diàriament agafant mesures sobre el terreny) uns «butlletins de neu» on es valora el risc d'allaus a una zona determinada, d'acord amb una «escala de perill».

### Europa
Aquesta escala va ser aprovada l'abril de 1993 per substituir els anteriors criteris dels diferents sistemes nacionals i establir uns homogenis a tot Europa. Es va actualitzar per darrera vegada el maig de 2003.
L'escala europea de perill d'allaus consta de cinc graus en funció de l'estabilitat del mantell nival i de la probabilitat de desencadenament d'allaus (de l'1 al 5, el 0 significa que no existeix risc):
| Risc         | Bandera        | Descripció |
| ------------ | -------------- | --- |
| 1. Feble     | Risc feble     | El mantell nival és ben estabilitzat a la majoria dels pendents. El desencadenament d'allaus és poc probable i només en alguns pendents drets. En general les condicions són segures. |
| 2. Moderat   | Risc moderat   | El mantell nival està moderadament estabilitzat en alguns pendents suficientment drets. A la resta està ben estabilitzat. És possible el desencadenament d'allaus sobretot per una sobrecàrrega forta i en alguns pendents d'orientació i altitud indicats. No són probables caigudes espontànies d'allaus de gran mida. |
| 3. Marcat    | Risc marcat    | El mantell nival està entre moderadament a feblement estabilitzat en nombrosos pendents prou drets. És possible el desencadenament d'allaus fins i tot per una sobrecàrrega feble en nombrosos pendents. En algunes situacions són possibles les caigudes espontànies d'allaus que poden ser de mida mitjana o gran. Cal evitar pendents drets. Cal experiència en l'apreciació del perill ja que el major nombre d'accidents s'enregistren en aquest nivell. |
| 4. Fort      | Risc fort      | El mantell nival està feblement estabilitzat a la major part dels pendents suficientment drets. És probable el desencadenament d'allaus fins i tot per una sobrecàrrega feble i en nombrosos pendents. En algunes ocasions, s'han d'esperar nombroses caigudes espontànies d'allaus de mida mitjana o gran. Les condicions són desfavorables, cal limitar les excursions a terrenys de poc pendent. Cal molta experiència en l'apreciació del perill.         |
| 5. Molt fort | Risc molt fort | La inestabilitat del mantell nival és generalitzada. Hi haurà nombroses caigudes espontànies de grans allaus, fins i tot en pendents poc drets. Les condicions són molt desfavorables, cal evitar sortir a la muntanya. |

### Amèrica del Nord
Als Estats Units d'Amèrica i el Canadà l'escala de perill d'allaus té vigència des de finals de la dècada del 1990. Les descripcions varien depenent del país.
| Nivell de perill | Consells de viatge | Risc                                                     | Mida i distribució de l'allau                                                                              |
| ---------------- | --- | -------------------------------------------------------- | --- |
| 1. Feble         | Generalment, condicions segures. Estigues pendent de la neu inestable en zones aïllades.                                                                                           | Allau natural o provocada per l'home, improbable.        | Petites allaus a zones aïllades o extremes.                                                                |
| 2. Moderat       | Intensifiquen les possibilitats d'allaus en les característiques específiques del terreny. Avalua la neu i el terreny amb cura, identifica les característiques a tenir en compte. | Allau natural, improbable; allau provocada, possible.    | Petites allaus a zones concretes, o garns allaus a zones aïllades.                                         |
| 3. Considerable  | Possibilitat d'allaus perilloses. Avalua la capa de neu acuradament, dissenya una ruta amb cautela i pren decisions essencials amb seny.                                           | Allau natural o provocada, possible.                     | Petit allaus en moltes zones, o grans allaus en àrees específiques, o allaus molt grans en zones aïllades. |
| 4. Fort          | Possibilitat d'allaus molt perilloses. No és recomanat viatjar a les zones amb aquest risc d'allaus.                                                                               | Allau natural, probable; allau provocada, molt probable. | Grans allaus a moltes zones o allaus molt grans a zones concretes.                                         |
| 5. Extrem        | Eviteu viatjar-hi. | Allau natural i provocada, segur.                        | Allaus grans o molt grans a moltes zones                                                                   |

## Classificació per mida

### Europa
| Mida       | Capacitat | Dany potencial                                                                             | Mida física                        |
| ---------- | --- | ------------------------------------------------------------------------------------------ | ---------------------------------- |
| 1. Purga   | Petit despreniment de neu que no es pot arribar a enterrar una persona, encara que hi ha un perill que caigui.                     | Improbable, però pot ferir o matar una persona.                                            | Llargada <50 m Volum <100 m³       |
| 2. Petita  | S'atura al pendent. | Pot enterrar, ferir o matar una persona.                                                   | Llargada <100 m Volum <1,000 m³    |
| 3. Mitjana | Arriba fins al final del pendent.                                                                                                  | Pot enterrar o destruir un cotxe, danyar un camió, destruir petites cases o trencar abres. | Llargada <1,000 m Volum <10,000 m³ |
| 4. Gran    | Arriba fins a superfícies planes (considerablement, menys de 30°) d'almenys 50 m de llargada. Pot arribar fins al fons de la vall. | Pot sepultar o destruir camions de gran tonatge o trens, edificis alts i zones forestals.  | Llargada >1,000 m Volum >10,000 m³ |

### Canadà
La classificació canadenca per mesurar les allaus es basa en les conseqüències que pugui tenir. Normalment, les allaus són categoritzades de mida mitjana.
| Mida | Dany potencial |
| ---- | --- |
| 1    | Pot ser inofensiva per a les persones.                                                                            |
| 2    | Pot sepultar, ferir o matar una persona.                                                                          |
| 3    | Pot soterrar o destruir un cotxe, danyar un camió, destruir petites cases o trencar uns quants arbres.            |
| 4    | Pot destruir un vagó de tren, un camió de gran tonatge, diverses cases o una zona forestal de fins a 4 hectàrees. |
| 5    | La major allau coneguda. Pot destruir un poble o un bosc de 40 hectàrees.                                         |

### Estats Units
| Mida | Dany potencial                                  |
| ---- | ----------------------------------------------- |
| 1    | Llisca menys de 50 metres d'una zona inclinada. |
| 2    | Petita, depenent de la distància recorreguda.   |
| 3    | Mitjana, depenent de la distància recorreguda.  |
| 4    | Llarga, depenent de la distància recorreguda.   |
| 5    | Màxima, depenent de la distància recorreguda.   |

## Pressió d'impacte d'una allau
És important tenir en consideració la pressió de l'impacte d'una allau sobre les infraestructures destinades a contenir-les o sobre les construccions o estructures que hagin de ser a una zona d'allaus com les torres elèctriques.
La força de l'impacte serà proporcional a la velocitat de l'allau al quadrat i a la densitat del flux del material que forma l'allau. Aquesta força de la pressió de l'impacte pot anar d'un a 1.000 kPa.
| Efectes de l'impacte de les allaus | Efectes de l'impacte de les allaus   |
| Pressió de l'impacte (kPa)         | Efecte potencial                     |
| ---------------------------------- | ------------------------------------ |
| 1                                  | Trenca les finestres                 |
| 5                                  | Passa a través de les portes         |
| 30                                 | Destrueix les estructures de fusta   |
| 100                                | Arrenca d'arrel les pinàcies madures |
| 1.000                              | Mou estructures de formigó reforçat  |

## Seguretat

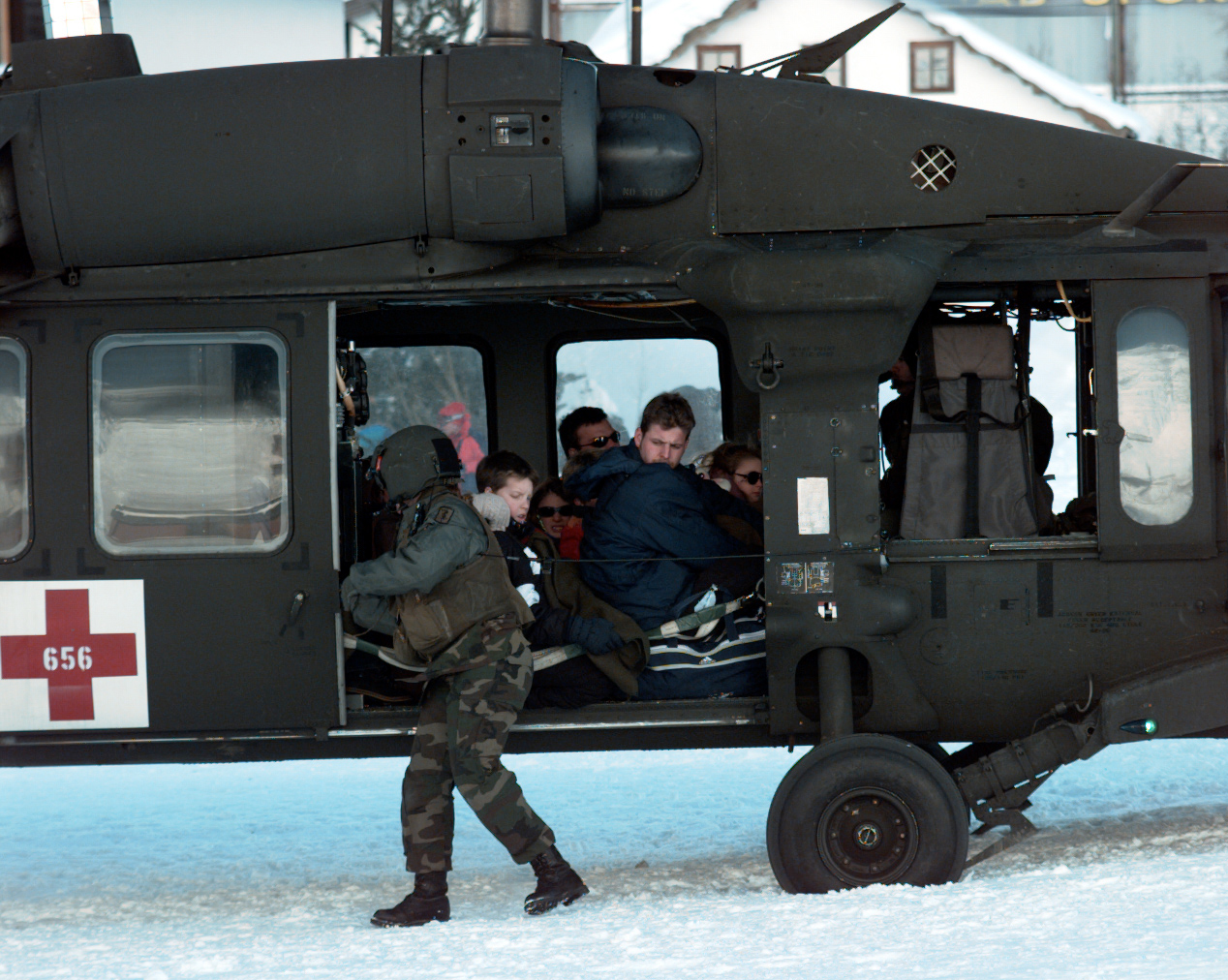
Un helicòpter Black Hawk preperant-se per l'evacuament de turistes atrapats en una allau a Galtür, Àustria, el 25 de febrer del 1999.

### Mesures de prevenció
Segons la informació dels Bombers de la Generalitat de Catalunya, per gaudir d'una sortida a la neu amb seguretat cal preparar-la amb antelació, conèixer el recorregut (el que sigui més segur), conèixer la previsió meteorològica i el risc d'allaus i dur l'equipament adequat. Segons les recomanacions de Protecció Civil, cal tenir en compte que les vibracions produïdes per un crit, caiguda o moviment del terra poden iniciar una allau; travesseu el vessant per la zona més alta possible; passeu tan espaiats com calgui, deixant que la persona que va davant arribi a lloc segur i deslligar-se tirant de la motxilla, descordar-se les corretges dels esquís i treure's les corretges dels pals, en cas que es portin.
Una vegada al terreny cal tenir en compte primerament l'estat de la neu i el seu gruix, l'observació de caigudes espontànies d'allaus durant l'excursió i, finalment, el gruix de capa superficial de neu humida, en situacions de calor.
El 48% de les víctimes per allaus es produeixen realitzant esquí de muntanya, el 25% practicant esquí fora de pistes i el segueixen alpinisme (10%), a les carreteres (7%), esquí de pista (3%), als edificis (3%) i altres (4%). La majoria dels accidents succeeixen perquè l'afectat ignora les alertes.

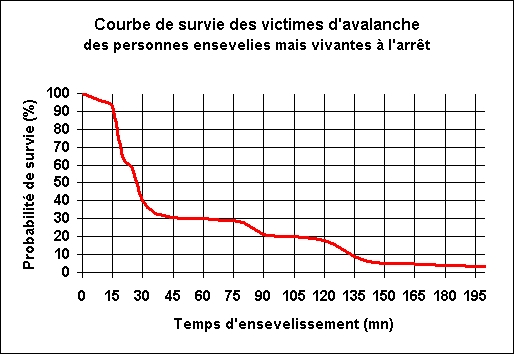
La probabilitat de supervivència com una funció del temps sota una allau. La corba és asimptòtica.

### Recerca i rescat de víctimes
Existeixen materials i tècniques que ho permeten. El més important és l'anomenat Aparell de Recerca de Víctimes d'Allaus (ARVA) que és un aparell electrònic emissor receptor de senyals de ràdio i que els esquiadors porten subjectat al pit. La seva funció és permetre la ràpida localització d'un cos ensorrat a la neu. Igualment, un joc de bastons telescòpics del tipus sonda i les pales per treballar a la neu poden facilitar la localització i el rescat de víctimes. Modernament s'està experimentant amb un element autoinflable que ja seria capaç d'evitar que la víctima quedes ensorrada, fins i tot romanent en superfície de la neu en moviment.
En cas de quedar atrapat per una allau, s'ha d'intentar fugir pel lateral més pròxim. En cas contrari, s'ha d'intentar fer moviments de natació i mantenir-se a la superfície. Si s'està colgat per la neu, cal adoptar la posició d'una bola i, un cop s'hagi aturat l'allau, cal intentar separar els colzes i genolls i fer un espai per respirar.

### Supervivència

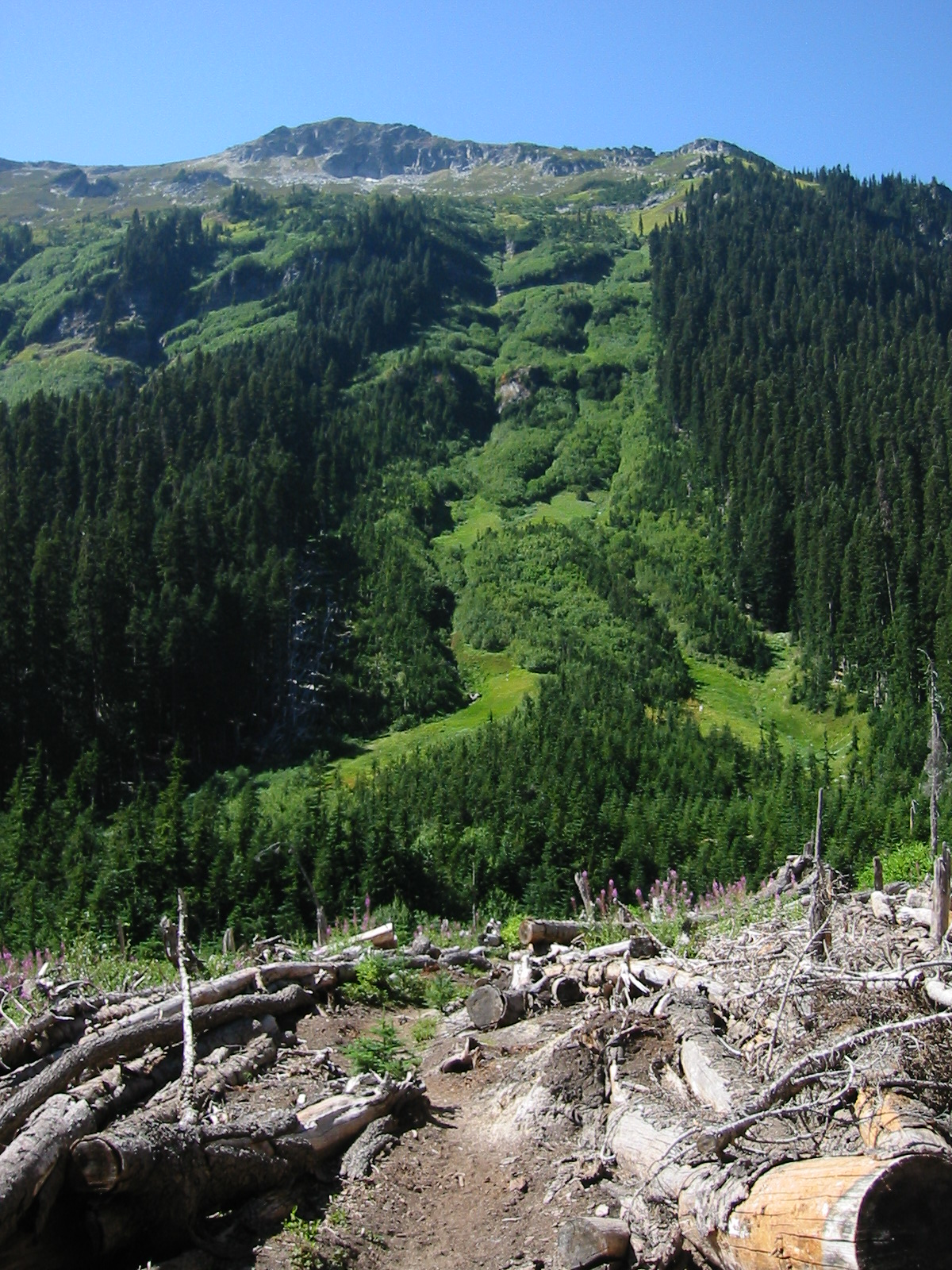
Camí d'una allau al Glacier Peak Wilderness (Washington)

Les possibilitats de supervivència, en funció de la durada de la sepultura de la persona dins d'una allau, són aproximadament de 91%, entre 0 i 18 minuts; 34%, entre 18 i 35 minuts; 20%, entre 35 i 120 minuts i 7%, després de 140 minuts. És crucial, doncs, adoptar una estratègia per rescatar abans d'un quart d'hora la víctima enterrada.
No té en compte les morts sofertes per la persona llunyana de l'allau. Segons les fonts, entre el 10 i 20% de les víctimes moren quan l'allau s'atura.
Cada any es recompta una mitjana de 500 víctimes mortals arreu del món a causa de les allaus. Amb les dades de la dècada del 2000, el país més propens a les allaus és França amb un 21%, seguida d'Àustria (18%), els Estats Units d'Amèrica (17%), Suïssa (16%), Itàlia (12%), Canadà (9%), Espanya (3%) i Alemanya i Noruega (ambdues amb 2%).

## Allaus històriques
Titus Livi documenta, en la seva narració de la travessia d'Hanníbal Barca i les tropes cartagineses pels Alps de 218 aC, la sèrie d'allaus més antiga, la qual va provocar la mort de més de 19.000 soldats de l'exèrcit d'Hanníbal i d'uns 2.000 cavalls i elefants.
El març de 1910 es van produir dues allaus a la Serralada de les Cascades i de Selkirk (Amèrica del Nord); l'1 de març una allau va matar 96 habitants de Wellington (Washington). Tres dies més tard, 62 treballadors de ferrocarril van morir per culpa d'una allau a la collada Rogers Pass (Colúmbia Britànica).
Durant la Primera Guerra Mundial, s'estima que entre 40.000 i 80.000 soldats van morir a conseqüència d'allaus durant la campanya de muntanya als Alps al teatre d'operacions d'Itàlia, moltes de les quals van ser causades pel foc d'artilleria. Només el desembre de 1916 uns 10.000 homes, de tots dos vàndols, van perdre la vida a causa de les allaus, principalment a les Dolomites. No obstant això, és molt dubtós que les allaus s'utilitzessin deliberadament com a arma per debilitar l'enemic, ja que seria gairebé impossible predir les condicions d'allau a molts quilòmetres després de les línies enemigues.
A l'hivern entre 1950 i 1951 de l'hemisferi nord es van registrar unes 650 allaus, principalment, als Alps d'Àustria, França, Suïssa, Itàlia i Alemanya. Aquesta sèrie d'allaus va deixar prop de 265 persones mortes, en el que es va denominar l'Hivern del Terror. El 1993 l'allau de Bayburt Üzengili (província de Bayburt, Turquia) va matar 60 persones de la zona. El 1999 es va produir una gran allau al municipi francès de Chamonix de 300.000 metres cúbics de neu que va lliscar en un pendent de 30 graus, aconseguint una velocitat de 100 km/h. Va matar 12 persones en els seus xalets sepultats sota 100.000 tones de neu, uns 5 metres de profunditat. L'alcalde de Chamonix va ser declarat culpable d'assassinat en segon grau per no evacuar l'àrea. El mateix any la petita localitat tirolesa de Galtür es va veure afectada per una allau que va desembocar al poble i va deixar 31 morts.
La primera allau documentada a Catalunya va ocórrer el segle xvi al poble de Tavascan (Pallars Sobirà). L'any 1803 el poble d'Àrreu, al Pallars Sobirà, fou destruït per una allau, que matà a 17 dels seus 88 habitants, motiu pel qual es decidí edificar les noves cases en l'indret actual, més arrecerat. No va ser fins al segle xx amb el desenvolupament de la població, la necessitat de construir vies de comunicació amb França i el creixement del turisme i els esports de muntanya que aquest fenomen pren una importància més rellevant.

## Allaus en la ficció
Les allaus han estat un recurs en moltes històries de ficció que se situen en la neu, sovint amb finalitats humorístiques. Un exemple seria a la pel·lícula Mulan de Disney.
En aquests casos és molt habitual que aquesta sigui produïda per haver produït un soroll massa elevat com passa a Tintín al Tibet, al capítol «Tinc 48 hores» de Plats Bruts o al capítol «Mountain of Madness» d'Els Simpson.